# Міжнародний коледж філософії
Міжнародний філософський коледж (Collège international de philosophie — Ciph) — заклад вищої освіти, що знаходиться під опікою французького урядового департаменту досліджень. Розташований в п'ятому окрузі Парижа. Він був заснований у 1983 році Жаком Деррідою, Франсуа Шателе, Жаном-П'єром Файе та Домініком Лекортом у спробі переосмислити викладання філософії у Франції та звільнити її від будь-яких інституційних повноважень (найбільше від університету). Його фінансування відбувається головним чином за рахунок державних коштів. Його голови або "директори програми" обираються через відкритий міжнародний конкурс на 6 років (одноразово). Директори обираються після колегіальної, експертної оцінки їхнього значення для філософії. Коледж визнає, що філософія найкраще почувається на таких "перехрестях", як Філософія/Наука або Філософія/Право. Пропозиції повинні відповідати цій необхідності "перехрестя", чого прагнув Жак Дерріда. У коледжі є небагато зареєстрованих студентів, які можуть отримати Diplôme du Collège international de philosophie, що не є університетским ступенем, але в деяких випадках може бути підтверджений французькими або закордонними університетами. В іншому випадку відвідування семінарів відкрите та безкоштовне. 

## Історія
За словами Дерріди, дослідницький центр Серісі надихнув його створити цю нову установу, посеред урядових загроз викладання філософії в останньому класі середньої школи. Таким чином був створений цей Коледж, "з неурядового походження, з міжнародним охопленням, інституція, якій не судилося протиставляти себе, але збалансовувати, ставити під сумнів, відкривати, займати межі; місце, де ми швидше віддали б перевагу непопулярним підходам або ж підходам, які ще не легітимізовані університетом, новим об'єктам, темам, сферам; місце, де ми швидше приділяли б більше уваги перетинам, аніж академічним дисциплінам". 

## Президенти Асамблеї директорів
- Жак Дерріда
- Філіп Лаку-Лабарт
- Франсуа Жульєн [2]
- Жан-Клод Мільнер
- Франсуа Нудельман

## Зовнішні посилання
- Офіційний вебсайт [Архівовано 10 травня 2020 у Wayback Machine.]
- "Collection Collège International de Philosophie" книги видані PUF